# Last Hippie Standing
Last Hippie Standing is een Duitse documentairefilm uit 2001 over het Indiase Goa, waarbij het hippietijdperk in de jaren zestig en zeventig vergeleken wordt met de situatie in 2001.
De film bevat onder andere interviews met Francisco Sardinha, het voormalig staatshoofd van de Indiase deelstaat Goa, en Goa Gil.